# Lingua tigrina
La lingua tigrina (nome nativo ልሳነ-ትግራይ, Lesanne-Tigray) è una lingua semitica parlata dall'omonima etnia, presente soprattutto in Eritrea e nel nord dell'Etiopia, per l'appunto nel Tigrè. È, inoltre, parlata in Israele dagli immigrati di origine falascia. Per assonanza è facile confonderla con la lingua tigrè, parlata a ovest della regione di diffusione del tigrino. Come l'amarico, essa viene scritta con l'alfabeto ge'ez.

## Diffusione
In Etiopia il tigrino è la terza lingua per diffusione, subito dopo l'oromo e l'amarico, ed è la lingua principale in Eritrea. La maggior parte dei locutori si trova in Etiopia (nella regione del Tigrè), con sette milioni di locutori (sebbene sia la terza lingua più parlata nel paese), mentre in Eritrea è la lingua parlata dalla etnia tigrina ed è infatti la lingua principale del paese.
Poiché esistono molte varianti e dialetti e non c'è ancora una standardizzazione, benché le lievi differenze non precludano la comprensione reciproca, questo articolo non pretende di trattare tutte le varianti dialettali.

## Fonologia

### Consonanti
Il tigrino si presenta come una tipica lingua semitico-etiopica, con consonanti eiettive e con la presenza di sette vocali.
La tabella in basso rappresenta i fonemi della lingua.
La consonante /v/ è tra parentesi, perché ricorre solo nelle parole che recentemente sono state prese in prestito dalle lingue europee.
|               |               | Bilabiale/ Labiodentale | Dentale | Postalveolare/ Palatale | Velare   | Faringale | Glottale |
| ------------- | ------------- | ----------------------- | ------- | ----------------------- | -------- | --------- | -------- |
| Occlusiva     | Muta          | p                       | t       |                         | k,kʷ     |           | ’ [ʔ]    |
| Occlusiva     | Sonora        | b                       | d       |                         | g,gʷ     |           |          |
| Occlusiva     | Eiettiva      | p'                      | t'      |                         | k',kʷ'   |           |          |
| Affricata     | Muta          |                         |         | č [ʧ]                   |          |           |          |
| Affricata     | Sonora        |                         |         | ǧ [ʤ)]                  |          |           |          |
| Affricata     | Eiettiva      |                         |         | č' [ʧˈ]                 |          |           |          |
| Fricativa     | Muta          | f                       | s       | š [ʃ]                   | (x,xʷ)   | ḥ [ħ]     | h        |
| Fricativa     | Sonora        | (v)                     | z       | ž [ʒ]                   |          | ‘ [ʕ]     |          |
| Fricativa     | Eiettiva      |                         | s'      |                         | (x',xʷ') |           |          |
| Nasale        | Nasale        | m                       | n       | ñ [ɲ]                   |          |           |          |
| Approssimante | Approssimante | w                       | l       | y [j]                   |          |           |          |
| Vibrata       | Vibrata       |                         | r       |                         |          |           |          |

### Vocali
|       | Anteriore | Centrale | Posteriore |
| ----- | --------- | -------- | ---------- |
| Alte  | i         | ə [ɨ]    | u          |
| Medie | e         | ä [ɐ]    | o          |
| Basse |           | a        |            |

### Allofoni
Le consonanti velari  /k/ e /k'/ sono pronunciate come le fricative (o, nel caso di /k'/ talvolta come le affricate quando subito dopo c'è una vocale e non sono raddoppiate.
Nel caso di /k'/, la fricativa o l'affricata è molto spesso pronunciata più dietro, nella posizione di articolazione delle consonanti uvulari (che in questo articolo viene rappresentata da /x'/).
Questa consonante è un suono molto insolito, forse unico per il tigrino.
Poiché questi due suoni sono completamente condizionati dalle consonanti vicine, possono essere considerati allofoni di /k/ e /k'/.
Questo è particolarmente chiaro per le radici verbali, nelle quali una sola consonante è formata come l'uno o l'altro allofono, secondo la consonante che li precede.
Per esempio, per il verbo che significa 'piangere', che ha una radice triconsonantica {bky}, ci sono forme come ምብካይ mǝbkay 'piangere' e በኸየ bäxäyä 'egli pianse', e per il verbo che significa rubare, {srk'}, ci sono forme come ይሰርቁ yǝsärk'u 'essi rubano' and ይሰርቕ yǝsärrǝx' 'egli ruba'.
Quello che è molto interessante per questo paio di foni è che non sono distinguibili nell'ortografia del tigrino.
Poiché questi allofoni sono completamente prevedibili, è un po' insolito che vengano rappresentate in scrittura con simboli distinti.

### Sillabe
Una sillaba nel tigrino è formata da una sequenza consonante-vocale o consonante-vocale-consonante.
Quando tre consonanti (o una consonante raddoppiata più una semplice) si trovano insieme in una parola, il raggruppamento è rotto da una vocale di epentesi /ǝ/, e quando due consonanti (o una consonante raddoppiata) si trova a fine parola, viene inserita la vocale /i/ dopo di esse, o quando questo accade per la presenza di un suffisso, viene aggiunta ǝ prima dei questo.
Per esempio,
- ከብዲ käbdi 'pancia', ልቢ lǝbbi 'cuore'
- -äy 'mio', ከብደይ käbdäy 'la mia pancia', ልበይ lǝbbäy 'il mio cuore'
- -ka 'tuo (masc.)', ከብድኻ käbdǝxa 'la tua (masc.) pancia', ልብኻ lǝbbǝxa 'il tuo (masc.) cuore'
- -n...-n 'e', ከብድን ልብን käbdǝn lǝbbǝn 'pancia e cuore'

L'accento non è particolarmente significativo nel tigrino.
Sembra dipendere dal raddoppiamento, ma sembra che non sia ancora stato sistematicamente studiato.

## Grammatica

### Sostantivi

#### Genere
Come altre lingue afro-asiatiche, il tigrino ha due generi, il maschile e il femminile, per cui i sostantivi appartengono o all'uno all'altro genere. Il genere ha alcune caratteristiche che non sono riscontrabili in italiano, come:
- I verbi si accordano con il soggetto nel genere.
- La seconda persona, e non solo la terza come in italiano, si distingue nel genere (tu masc. e tu femm.)

Alcune coppie di sostantivi distinguono il maschile dal femminile tramite il suffisso 't'. Questo avviene per i nomi d'agente derivati dai verbi e per nomi che riguardano le persone, come nel caso dell'appartenenza ad una popolazione. Es. — ከፈተ käfätä 'aperto', ከፋቲ käfati 'colui che apre', ከፋቲት käfatit 'colei che apre'  — ትግራዋይ t́ǝgraway 'del Tigré (m.)', ትግራወይቲ t́ǝgrawäyti 'del Tigré (f.)'.
Normalmente il genere biologico di persone o animali si accorda con quello grammaticale, come per ኣቦ 'abbo 'padre', ወዲ wäddi 'figlio', e ብዕራይ bǝ‘ǝray 'bue' che sono maschili, mentre ኣደ addä 'madre', ጓል gʷal 'figlia', e ላም lam 'mucca' sono femminili. Invece molti nomi di animali non specificano il loro genere (per esempio in italiano vi è il sostantivo 'corvo'), per cui sono preceduti dalle parole ተባዕታይ täba‘tay 'maschio' e ኣንስተይቲ anǝstäyti 'femmina'.
Di molti soggetti inanimati non si può intuire il genere né dalla forma né dal significato, ed inoltre talvolta i grammatici sono in disaccordo, come per il sostantivo ጸሓይ ṣäḥay 'sole' che è maschile per il Leslau e femminile per Amanuel. Sembra che ciò derivi da differenze dialettali.

#### Numero
Nel tigrino ci sono il singolare ed il plurale, ma talvolta dei sostantivi che sono multipli non sono per regola plurali. Se non ci sono ambiguità, un sostantivo singolare si può riferire ad entità multiple: ሓሙሽተ ḥammuštä «cinque», ሰብ säb'ay «uomo», ሓሙሽተ ሰብኡት ḥammuštä säb'ut, «cinque uomini». È anche possibile che un nome che si presenta nella forma singolare concordi al plurale con aggettivi e verbi: ብዙሓት bǝzuḥat «molti (pl.)», ዓዲ ‘addi «villaggio»; ብዙሓት ዓዲ bǝzuḥat ‘addi «molti villaggi». Comunque sembra complesso determinare quando tali combinazioni siano possibili.
Come in arabo, in ge'ez, in amarico e in ebraico i sostantivi si modificano al plurale sia con l'aggiunta di un suffisso (plurale «esterno»), sia attraverso la modifica dello schema delle vocali (plurale «interno»). In alcuni casi le due varianti si sommano. Gli schemi più frequenti sono i seguenti, dove la C rappresenta una delle consonanti della radice del nome. Da notare che alcuni nomi possono avere più di una forma di plurale (es. ዓራት, ‘arat «letto»).
Plurale esterno
-at, -tat
- ዓራት ‘arat 'letto', ዓራታት ‘aratat 'letti'
- እምባ ǝmba 'montagna', እምባታት ǝmbatat 'montagne'

-ot (in seguito alla caduta di -a o -ay)
- ጐይታ gʷäyta 'maestro', ጐይቶት gʷäytot 'maestri'
- ሓረስታይ ḥarästay 'fattore', ሓረስቶት ḥarästot 'fattore'

-ǝtti, -wǝtti (talvolta con la caduta della -t finale)
- ገዛ gäza 'casa', ገዛውቲ gäzawǝtti 'case'
- ዓራት ‘arat 'letto', ዓራውቲ ‘arawǝtti 'letti'

Plurale interno
’aCCaC
- ፈረስ färäs 'cavallo', ኣፍራሰ ’afras 'cavalli'
- እዝኒ ’ǝzni 'orecchio', ኣእዛን ’a’zan 'orecchi'

’aCaCǝC
- ንህቢ nǝhbi 'ape', ኣናህብ ’anahǝb 'api'
- በግዕ bäggǝ‘ 'pecora', ኣባግዕ ’abagǝ‘ 'pecore'

CäCaCu
- ደርሆ därho 'gallo', ደራሁ därahu 'galli'
- ጕሒላ gʷǝḥila 'ladro', ጕሓሉ gʷǝḥalu 'ladri'

C{ä,a}CaCǝC
- መንበር mänbär 'sedia', መናብር mänabǝr 'sedie'
- ሓርማዝ ḥarmaz 'elefante', ሓራምዝ ḥaramǝz 'elefanti'

...äCti per sostantivi d'agente che derivano dai verbi
- ቀላቢ k'ällabi 'colui che nutre', ቀለብቲ k'älläbti 'coloro che nutrono'
- ኣገልጋሊ ’agälgali 'servo', ኣገልገልቲ ’agälgälti 'servi'
- መኽደኒ mäxdäni 'colui che copre', መኽደንቲ mäxdänti 'coloro che coprono'

CǝCawǝCti
- ክዳን kǝdan 'vestito', ክዳውንቲ kǝdawǝnti 'vestiti'
- ሕጻን ḥǝs'an 'bambino', ሕጻውንቲ ḥǝs'awǝnti 'bambini'

CäCaCǝCti
- መጽሓፍ mäs'ḥaf 'libro', መጻሕፍቲ mäs'aḥǝfti 'libri'
- ኮኸብ koxäb 'stella', ከዋኽብቲ käwaxǝbti 'stelle'

...C*aC*ǝC..., dove la "C*" rappresenta una singola consonante radicale
- ወረቐት wäräx'ät 'carta', ወረቓቕቲ wäräx'ax'ti 'carte'
- ተመን tämän 'serpente', ተማምን tämamǝn 'serpenti'

Ci sono anche nomi completamente irregolari: ሰበይቲ säbäyti 'donna', ኣንስቲ ’anǝsti 'donne' e ጓል gʷal 'figlia', እዋልድ ’awalǝd 'figlie' (o anche ኣጓላት ’agʷalat).

#### Espressioni di possesso
Il Tigrino ha due modi di esprimere le relazioni di possesso, una usando la preposizione appropriata (come nell'italiano 'le strade della città'), l'altra usando un costrutto simile all'inglese ('city streets').
- Uso della preposizione ናይ nay 'di'
  - ሓደ ḥadë 'uno una', ሰብ säb 'persona', ቈልዓ kʷ'äl‘a 'figlio', ናይ ሓደ ሰብ ቈልዓ nay ḥadä säb kʷ'äl‘a 'figlio di una persona'
  - መስተዋድድ mästäwadǝd 'preposizione', ተሰሓቢ tësëḥabi 'oggetto', ናይ መስተዋድድ ተሰሓቢ nay mästäwadǝd tësëḥabi 'oggetto di una preposizione'
- Costrutto sostantivo-sostantivo, con il possessore che segue la cosa posseduta
  - ጓል gʷal 'figlia', ሓወይ ḥawwäy 'sorella di mio padre', ጓል ሓወይ gʷal ḥawwäy 'la figlia della sorella di mio padre (cugina)'
  - መዓልቲ mä‘alti 'giorno', ሓርነት ḥarǝnnät 'libertà', መዓልቲ ሓርነት ኤርትራ mä‘alti ḥarǝnnät ertǝra 'giornata (festa) della liberazione dell'Eritrea'.

### Pronomi

#### Personali
In molte lingue, c'è un piccolo numero di distinguenti di base circa la persona, il numero e il genere, che giocano un ruolo nella grammatica.
Vediamo questi distinguenti anche nella serie dei pronomi personali soggetto.
Per esempio, in italiano io, in tigrino ኣነ anä, in italiano ella (lei), in tigrino ንሳ nǝssa. Nel tigrino, come in altre lingue semitiche, gli stessi distinguenti appaiono almeno in altre tre parti della grammatica del linguaggio.
Concordanza verbo-soggetto
Tutti i verbi nel tigrino concordano con il soggetto, secondo la persona, il numero e, per quanto riguarda la seconda e la terza persona, il genere, attraverso la modifica del verbo con suffissi e prefissi. Poiché questi significanti che segnalano le concordanze, variano grandemente secondo i tempi, l'aspetto e i modi, questi non sono normalmente considerati pronomi e sono discussi altrove in questo articolo, nella sezione riguardante i verbi.
Suffissi dei pronomi oggetto
I verbi nel tigrino spesso hanno una morfologia aggiuntiva che indica la persona, il numero e il genere (seconda e terza persona) dell'oggetto del verbo.
| ንኣልማዝ            | ርእየያ         |
| nǝ’almaz         | rǝ’yä-yya    |
| Almaz-ACC        | Ho-visto-lei |
| 'Ho visto Almaz' |              |
Mentre i suffissi come -yya in questo esempio, sono talvolta descritti come concordanze che segnalano l'oggetto, essi sono molto spesso pensati come suffissi di pronomi oggetto, perché, a differenza dei marcatori della concordanza del soggetto, non variano significativamente con il tempo/aspetto/modo del verbo. Oltre al soggetto e all'oggetto, c'è un altro argomento del verbo con il suo suffisso, solitamente assimilabile ad un dativo.
Es: italiano chiedilo (oggetto), chiedigli (dativo)
| ንኣልማዝ                                       | ማዕጾ    | ኸፊተላ              |
| nǝ’almaz                                    | ma‘s'o | xäfitä-lla        |
| for-Almaz                                   | door   | Ho-aperto-per-lei |
| 'Ho aperto la porta ad (a favore di) Almaz' |        |                   |
I suffissi come -lla in questo esempio saranno chiamati in questo articolo come suffissi di pronome oggetto  obliqui perché corrispondono ad un caso obliquo con preposizione ('per lei'), per distinguerli dai suffissi di pronome oggetto diretti, come -yya 'lei'.
Suffissi possessivi
Il tigrino ha un'ulteriore serie di forme che sono suffissi sia ai nomi che alle preposizioni. Queste segnalano il possesso su un nome o l'oggetto della preposizione su una preposizione, e sono chiamate suffissi possessivi.
- ገዛ gäza 'casa', ገዛይ gäza-y 'la mia casa', ገዛኣ gäza-'a 'la sua (di lei) casa'
- ብዛዕባ bǝza‘ba 'su, a proposito di', ብዛዕባይ bǝza‘ba-y 'a proposito di ma', ብዛዕብኣ bǝza‘bǝ-’a 'a proposito di lei'

In ognuno di questi quattro aspetti della grammatica, pronomi personali soggetto, concordanza verbo-soggetto, suffissi del pronome oggetto e suffissi possessivi, il tigrino distingue dieci combinazioni di persona, numero e genere.
Per la prima persona c'è la distinzione doppia riguardo al numero, singolare ('io') e plurale ('noi'), mentre per la seconda e terza persona, c'è la distinzione quadrupla, aggiungendo alla distinzione nel numero, anche quella del genere ('tu m.', tu f.', 'egli', 'ella', 'voi m.', 'voi f.', 'essi', esse'). Questo risulta simile all'italiano, tranne che nel caso della seconda persona, singolare e plurale, a cui si aggiunge la distinzione del genere, sconosciuta alle lingue romanze e in generale alle lingue dell'Europa occidentale.
Come nelle altre lingue semitiche, nel tigrino i pronomi personali possono essere sottintesi, quando non si vuole dare enfasi proprio al pronome (vedi in italiano 'non sono stato io'): ኤርትራዋይ እዩ ’erǝtraway ’ǝyyu 'è Eritreo,' ዓዲመያ ‘addimäyya 'ho invitata lei', ma ንሱ ኤርትራዋይ እዩ nǝssu ’erǝtraway ̈’ǝyyu '(proprio) lui è eritreo', ኣነ ዓዲመያ anǝ ‘addimäyya '(proprio) io ho invitato lei'. Quando l'enfasi è posta sull'oggetto, il marcatore dell'accusativo, nǝ-, è accompagnato dall'appropriato suffisso possessivo: ንኣኣ ዓዲመያ nǝ’a’a ‘addimäyya 'Ho invitato (proprio) lei'.
La tabella in basso mostra riepiloga la situazione.
Molte di queste forme hanno delle alternative secondo la parola a cui sono unite. Per i suffissi possessivi, la forma dipende dal fatto che la parola precedente termini con una vocale o con una consonante, per esempio, ከልበይ kälb-äy 'il mio cane', ኣዶይ ’addo-y 'mia madre'.
Per i suffissi dei pronomi oggetto ci sono due forme, una 'leggera' (non raddoppiata) e una 'pesante' (raddoppiata), uno schema che si trova anche in altre lingue etiopiche. La scelta di quale variante adottare può risultare complicata, per cui si rimanda alla sezione sul verbo.
| Italiano    | Indipendenti       | Suffissi di pronome oggetto | Suffissi di pronome oggetto | suffissi possessivi |
| Italiano    | Indipendenti       | Direci                      | Di preposizione             | suffissi possessivi |
| ----------- | ------------------ | --------------------------- | --------------------------- | ------------------- |
| Io          | ኣነ anä             | -(n)ni                      | -(l)läy                     | -(ä)y               |
| tu (m. sg.) | ንስኻ nǝssǝxa        | -(k)ka                      | -lka                        | -ka                 |
| tu (f. sg.) | ንስኺ nǝssǝxi        | -(k)ki                      | -lki                        | -ki                 |
| egli        | ንሱ nǝssu           | -(')o, (w)wo, yyo           | -(l)lu                      | -(')u               |
| ella        | ንሳ nǝssa           | -(')a, (w)wa, yya           | -(l)la                      | -(')a               |
| noi         | ንሕና nǝḥǝna         | -(n)na                      | -lna                        | -na                 |
| voi (m.)    | ንስኻትኩም nǝssǝxatkum | -(k)kum                     | -lkum                       | -kum                |
| voi (f.)    | ንስኻትክን nǝssǝxatkǝn | -(k)kǝn                     | -lkǝn                       | -kǝn                |
| essi (m.)   | ንሳቶም nǝssatom      | -(')om, -(w)wom, -yyom      | -(l)lom                     | -(')om              |
| esse (f.)   | ንሳተን nǝssatän      | -än, -'en, -(w)wän, -yyän   | -(l)län                     | -än, -'en           |

All'interno della seconda e terza persona, c'è un'altra serie di pronomi soggetto di cortesia.
Questi sono formati prendendo la forma corrispondente del plurale ed eliminando -xat- o -at: ንስኹም nǝssǝxum 'tu m. di cortesia (lei)', ንስኽን nǝssǝxǝn 'tu f. (lei)', ንሶም nǝssom 'egli', ንሰን nǝssän 'ella'. Questi pronomi, pur riferendosi a persone singole, vengono coniugati al plurale (come il 'voi').
Esiste inoltre il vocativo per la seconda persona, per richiamare l'attenzione: ኣታ atta (m. sg.), ኣቲ atti (f. sg.), ኣቱም attum (m. pl.), ኣተን attän.
I pronomi possessivi sono formati aggiungendo il suffisso possessivo alla particella nat- (che corrisponde alla preposizione nay, in italiano di): ናተይ natäy 'mio', ናትካ natka 'tuo m. sg.', ናትኪ natki 'tuo f. sg.', ናታ nata 'suo', etc.

#### Riflessivi
I pronomi riflessivi si formano aggiungendo al suffisso possessivo uno di questi sostantivi: ርእሲ rǝ’si 'testa', ነብሲ näbsi 'anima', o ባዕሊ ba‘li 'possessore'.
Così si ha ርእሰይ rǝ’säy / ነብሰይ näbsäy / ባዕለይ ba‘läy 'me stesso', ርእሳ rǝ’sa / ነብሳ n̈äbsa / ባዕላ ba‘la 'sé stessa', etc.

#### Dimostrativi
In italiano si hanno tre tipi di dimostrativi, per oggetti vicini (questo), per oggetti lontani (quello) o per oggetti vicini a chi ascolta e lontani da chi parla (codesto). L'uso dell'ultimo dimostrativo è però in disuso, forse praticamente scomparso al di fuori della Toscana. Nel tigrino ci sono due tipi di distinzioni, per oggetti vicini e per oggetti lontani.
| Numero    | Genere    | Vicino                        | Lontano                       |
| --------- | --------- | ----------------------------- | ----------------------------- |
| Singolare | Maschile  | እዚ ǝzi                        | እቲ ǝti                        |
| Singolare | Femminile | እዚኣ ǝzi’a                     | እቲኣ ǝti’a                     |
| Plurale   | Maschile  | እዚኦም / እዚኣቶም ǝzi’(at)om       | እቲኦም / እቲኣቶም ǝti’(at)om       |
| Plurale   | Femminile | እዚኤን / እዚኣተን ǝzi’en, ǝzi’atän | እቲኤን / እቲኣተን ǝti’en, ǝti’atän |

## Sistema di scrittura
Il tigrino è scritto nell'abugida (alfabeto sillabico) di ge'ez, che è stato sviluppato originariamente per la Lingua ge'ez, ora estinta.
Se ci sono problemi nel visualizzare i caratteri etiopici di seguito, potete scaricarli da questo indirizzo GF Zemen Unicode Archiviato il 17 febbraio 2011 in Wikiwix..
Il sistema di scrittura ge'ez è un abugida: ogni simbolo rappresenta un gruppo consonante-vocale.
Nella tabella in basso ogni colonna è assegnata ad una delle sette vocali del tigrino, mentre ogni fila è assegnata ad una consonante.
Per ogni consonante in un abugida, c'è un simbolo non marcato, che rappresenta la consonante stessa, seguita da una vocale canonica, che è la /ä/, nella prima colonna della tabella.
Comunque, poiché le consonanti faringali e glottali del tigrino (come nelle altre lingue semitiche dell'Etiopia) non possono essere seguite da questa vocale, il simbolo nella prima colonna per queste consonanti è pronunciato con la vocale /a/, esattamente come avviene per il simbolo nella quarta colonna.
Questi simboli ridondanti sono caduti in disuso nel tigrino e sono mostrati con uno sfondo grigio.
Quando è necessario rappresentare una consonante che non è seguita da nessuna vocale, è usata la forma consonante+ə (che è il simbolo della sesta colonna).
Per esempio , la parola ’ǝntay 'che?' è scritta እንታይ, letteralmente ’ǝ-nǝ-ta-yǝ, che viene pronunciata 'ntai'.
Poiché alcune delle distinzioni che apparentemente erano state fatte nel ge'ez sono state perse nel tigrino, ci sono due file per ciascuna di queste consonanti: /h/, /s/, e /s'/.
Almeno per /s/ e /s'/, una di queste è caduta in disuso e viene considerata di vecchio stile.
Queste serie meno usate sono mostrate nella tabella con uno sfondo grigio.
L'ortografia non trascrive il raddoppiamento delle consonanti, così le parole k'ärräbä 'si è avvicinato' e k'äräbä 'egli stava vicino' sono entrambe scritte ቀረበ. Poiché le coppie minime sono molto rare, non ci sono problemi per chi legge.
|     | ä | u | i | a | e | (ǝ) | o |
| --- | - | - | - | - | - | --- | - |
| h   | ሀ | ሁ | ሂ | ሃ | ሄ | ህ   | ሆ |
| l   | ለ | ሉ | ሊ | ላ | ሌ | ል   | ሎ |
| ḥ   | ሐ | ሑ | ሒ | ሓ | ሔ | ሕ   | ሖ |
| m   | መ | ሙ | ሚ | ማ | ሜ | ም   | ሞ |
| s   | ሠ | ሡ | ሢ | ሣ | ሤ | ሥ   | ሦ |
| r   | ረ | ሩ | ሪ | ራ | ሬ | ር   | ሮ |
| s   | ሰ | ሱ | ሲ | ሳ | ሴ | ስ   | ሶ |
| š   | ሸ | ሹ | ሺ | ሻ | ሼ | ሽ   | ሾ |
| k'  | ቀ | ቁ | ቂ | ቃ | ቄ | ቅ   | ቆ |
| kʷ' | ቈ |   | ቊ | ቋ | ቌ | ቍ   |   |
| x'  | ቐ | ቑ | ቒ | ቓ | ቔ | ቕ   | ቖ |
| xʷ' | ቘ |   | ቚ | ቛ | ቜ | ቝ   |   |
| b   | በ | ቡ | ቢ | ባ | ቤ | ብ   | ቦ |
| v   | ቨ | ቩ | ቪ | ቫ | ቬ | ቭ   | ቮ |
| t   | ተ | ቱ | ቲ | ታ | ቴ | ት   | ቶ |
| č   | ቸ | ቹ | ቺ | ቻ | ቼ | ች   | ቾ |
| h   | ኀ | ኁ | ኂ | ኃ | ኄ | ኅ   | ኆ |
| n   | ነ | ኑ | ኒ | ና | ኔ | ን   | ኖ |
| ñ   | ኘ | ኙ | ኚ | ኛ | ኜ | ኝ   | ኞ |
| '   | አ | ኡ | ኢ | ኣ | ኤ | እ   | ኦ |
| k   | ከ | ኩ | ኪ | ካ | ኬ | ክ   | ኮ |
| kʷ  | ኰ |   | ኲ | ኳ | ኴ | ኵ   |   |
| x   | ኸ | ኹ | ኺ | ኻ | ኼ | ኽ   | ኾ |
| xʷ  | ዀ |   | ዂ | ዃ | ዄ | ዅ   |   |
| w   | ወ | ዉ | ዊ | ዋ | ዌ | ው   | ዎ |
| ‘   | ዐ | ዑ | ዒ | ዓ | ዔ | ዕ   | ዖ |
| z   | ዘ | ዙ | ዚ | ዛ | ዜ | ዝ   | ዞ |
| ž   | ዠ | ዡ | ዢ | ዣ | ዤ | ዥ   | ዦ |
| y   | የ | ዩ | ዪ | ያ | ዬ | ይ   | ዮ |
| d   | ደ | ዱ | ዲ | ዳ | ዴ | ድ   | ዶ |
| ǧ   | ጀ | ጁ | ጂ | ጃ | ጄ | ጅ   | ጆ |
| g   | ገ | ጉ | ጊ | ጋ | ጌ | ግ   | ጎ |
| gʷ  | ጐ |   | ጒ | ጓ | ጔ | ጕ   |   |
| t'  | ጠ | ጡ | ጢ | ጣ | ጤ | ጥ   | ጦ |
| č'  | ጨ | ጩ | ጪ | ጫ | ጬ | ጭ   | ጮ |
| p'  | ጰ | ጱ | ጲ | ጳ | ጴ | ጵ   | ጶ |
| s'  | ጸ | ጹ | ጺ | ጻ | ጼ | ጽ   | ጾ |
| s'  | ፀ | ፁ | ፂ | ፃ | ፄ | ፅ   | ፆ |
| f   | ፈ | ፉ | ፊ | ፋ | ፌ | ፍ   | ፎ |
| p   | ፐ | ፑ | ፒ | ፓ | ፔ | ፕ   | ፖ |